# Линкълн (футболист)
Вижте пояснителната страница за други личности с името Линкълн.
Линкълн Касио де Соуза Соареш (на португалски: Lincoln Cássio de Souza Soares), по-известен само като Линкълн е бивш бразилски футболист, полузащитник.

## Клубна кариера
Линкълн започва кариерата си в Атлетико Минейро, където е съотборник с Жулиано Белети, Клаудио Касапа, Карлос Галван, Гилерме и други звезди. През 1999 г. печели Бразилската Серия А. През 2001 г. е закупен от Кайзерслаутерн, където играе с Чириако Сфорца в центъра на полузащитата. Линкълн не играе често за „Кайзерите“, поради контузии. В края на сезона 2003/04 е обявен за продан. През юли 2004 година подписва с Шалке 04 за скромната трансферна сума от 500 хиляди евро. Дебютира за Шалке срещу Вардар Скопие. Помага на отбора си да достигне финал за Kупата на Германия, където се изправя срещу Байерн Мюнхен. Линкълн вкарва от дузпа, но отборът му губи финала с 1:2. В следващия сезон става вицешампион на Германия. През лятото на 2007 подписва с Галатасарай за 5 милиона евро. Той се налага в отбора, и печели титлата и купата на Турция. В средата на 2009 г., с идването на новия треньор Франк Рийкард е обявен за ненужен и освободен от отбора. През февруари 2010 г. се завръща в родината си и подписва за две години с тима на Палмейраш.